# Orbilia vinosa
Orbilia vinosa (Alb. & Schwein.) P. Karst. – gatunek grzybów workowych z klasy Orbiliomycetes.

## Systematyka i nazewnictwo
Pozycja w klasyfikacji według Index Fungorum: Orbilia, Orbiliaceae, Orbiliales, Orbiliomycetidae, Orbiliomycetes, Pezizomycotina, Ascomycota, Fungi.
Po raz pierwszy opisali go w 1805 r. Johannes Baptista von Albertini i Lewis David von Schweinitz, nadając mu nazwę Peziza vinosa. W 1871 r. Petter Adolf Karsten przeniósł go do rodzaju Orbilia. Ma 14 synonimów. Niektóre z nich:
- Calloria rubinella (Nyl.) Sacc. 1884
- Mollisia vinosa (Alb. & Schwein.) Gillet 1882
- Peziza rubinella Nyl. 1868[2].

## Morfologia
Apotecja o średnicy 0,1–0,4 mm, rozproszone lub gromadnie występujące na powierzchni podłoża, okrągłe, płaskie lub wklęsłe, siedzące, woskowate, półprzezroczyste, w stanie świeżym jasnożółte do pomarańczowych, czasami kremowo-ochrowe lub szarawe. Brzeg z ząbkami, dolna część owocnika pokryta białymi, szklistymi włókienkami.
Worki w stanie dojrzałym 16,2–53,4 × 5,5–6,0 μm, cylindryczno-maczugowate, część pars sporifera 14,0–31,2 μm. Zawierają 8 zarodników w jednym rzędzie, zarodniki dolne odwrotnie zorientowane, wierzchołek półkulisty do ściętego, podstawa stopniowo zwężająca się, trzon wygięty, rozwidlony w kształcie litery T, L lub Y. Askospory 7,3–14,1 × 1,1–2,3 μm, szkliste, bez przegród, maczugowate, czasami wrzecionowate, jeden koniec tępy lub okrągły, drugi koniec lekko zakrzywiony i mniejszy, silnie zwężający się; ciałka zarodnikowe w kształcie łez. Parafizy 14,3–35,2 × 1,2–2,4 µm, cylindryczne do lekko maczugowatych, nierozgałęzione lub czasami rozgałęzione u podstawy, nieco powiększone na wierzchołku, na końcu napęczniałe, o średnicy 1,9–3,3 µm. Hymenium o grubości 56,3–86,6 μm, zewnętrzna część ekscypulum zbudowana z komórek kulisto-wielokątnych i kulistych 3,5–10,2 × 2,4–8,0 μm.
Charakterystyczną cechą gatunkową Orbilia vinosa są askospory; maczugowo-wrzecionowate, proste lub lekko zakrzywione, z jednym końcem tępym, a drugim silnie zwężającym się.

## Występowanie i siedlisko
Znane jest jej występowanie Orbilia vinosa w Ameryce Północnej, Europie, Azji i Australii. W wykazie wielkoowocnikowych grzybów workowych Polski w 2006 r. M.A. Chmiel przytoczyła jedno stanowisko, w późniejszych latach podano następne.
Grzyb nadrzewny, saprotrof występujący na drewnie drzew liściastych.